# Milorg

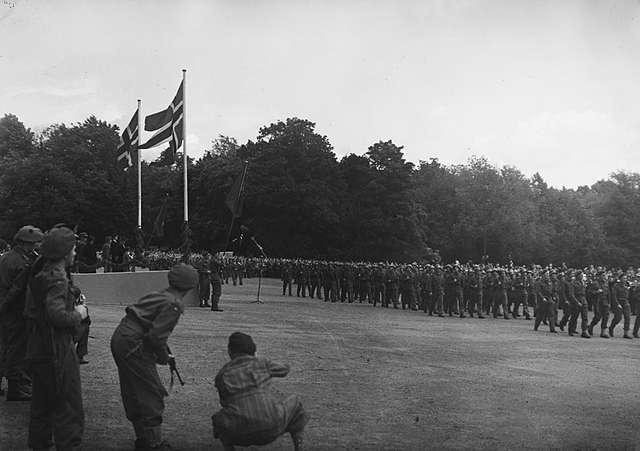
Unité 12 de la Milorg paradant sur la Slottsplassen devant le Palais royal d'Oslo en 1945.

Milorg (abréviation de militær organisasjon, « organisation militaire ») était le principal mouvement de la Résistance norvégienne pendant la Seconde Guerre mondiale.
La Milorg avait pour taches la collecte de renseignements et l'espionnage, le sabotage, les missions de ravitaillements, les attaques de positions allemandes, le transport des marchandises importées dans le pays, la libération de prisonniers norvégiens et ainsi que l'escorte de civils qui fuient par la frontière terrestre vers la Suède neutre.

## Membres de la Milorg
- Gunnar Sønsteby, une des plus grandes figures de la Résistance en Norvège.
- Oddbjørn Hagen.
- Kai Holst.